# Новостав (Шепетівський район)

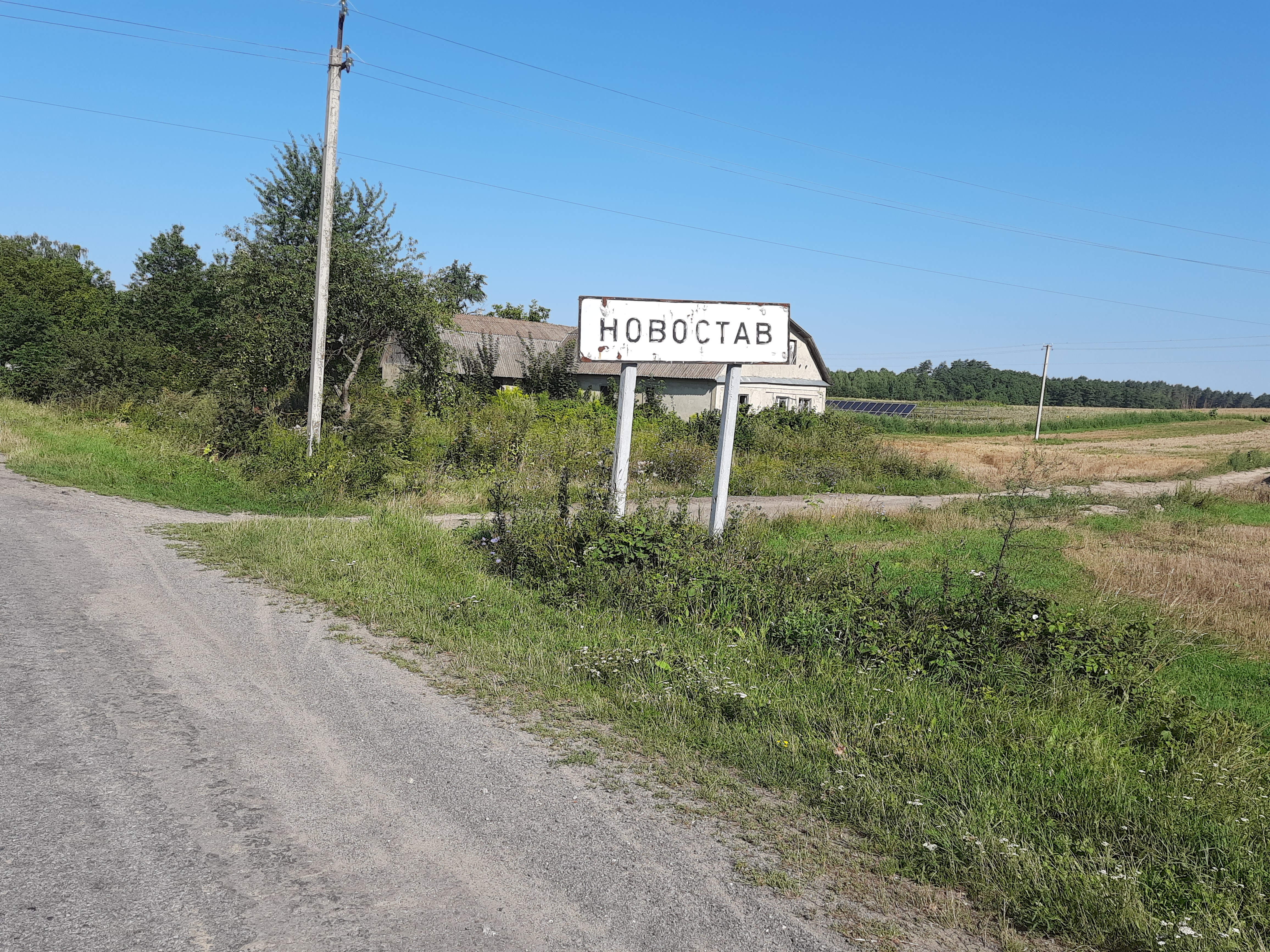
Дорожній знак при в'їзді в село

Новоста́в — село в Україні, у Ізяславській міській громаді Шепетівського району Хмельницької області. Населення становить 98 осіб. Площа становить — 0,563 км². Середня щільність населення — 174,07 осіб/км².

## Географія
Селом проходить автошлях Т 2313.

## Історія
7 (20) листопада 1917 року, відповідно до Третього Універсалу Української Центральної Ради, увійшло до складу Української Народної Республіки.
12 червня 2020 року, відповідно до розпорядження Кабінету Міністрів України № 727-р «Про визначення адміністративних центрів та затвердження територій територіальних громад Хмельницької області», увійшло до складу Ізяславської міської територіальної громади.
19 липня 2020 року, в результаті адміністративно-територіальної реформи та ліквідації Ізяславського району, село увійшло до складу новоутвореного Шепетівського району